# كريستي في الحب
كريستي في الحب هي مسرحية مبكرة لهوارد برينتون تتعلق بحياة القاتل المتسلسل جون كريستي، الذي قتل سبع نساء على الأقل بين عامي 1943 و1953، وبعد ذلك قبض عليه وحوكم وشنق.

## تاريخ المسرحية
المسرحية، وهي أول مسرحية لبرنتون في المسرح المحمول، من إخراج ديفيد هير، وتصميم توني بيكات وإدارة مسرح قبل سنو ويلسون. استمر هير كمخرج عندما عُرضت المسرحية في الديوان الملكي في 12 مارس 1970. أشاد جون راسل تيلور بالمسرحية، وأشار رونالد برايدن في ذا أوبزرفر إلى أن «برينتون يلتقط الرعب الغريب المريح الذي أحاط بأكثر محاكمات القتل إثارة في الخمسينيات». فازت مسرحية برنتون بجائزة جون وايتنج لعام 1970.
كان هناك إحياء للمسرحية في عام 1972 (مسرح ليفربول، بطولة كولن بيكر)؛ في عام 2003 بطولة بول دندي وستراث مارتن وبول بيري [دندي ريب])؛ وفي عام 2008 (ادنبرة فرينج).
أحييت المسرحية في عام 2009 في إنتاج مشترك بين الباحث عن التشويق والخدود. وعرض في الأسد ووحيد القرن في الفترة من 27 أكتوبر إلى 22 نوفمبر.

## النمط
تنص ملاحظة إنتاج الكاتب للمسرحية على أنها «مكتوبة على اللعب ببطء شديد» وينبغي أن تستمر قرابة الساعة. كانت شركة المسرح المحمول عبارة عن شركة سياحية ذات موارد محدودة وكُتبت كريستي في الحب لهذه الظروف. وصف برينتون مسرحيات مثل هذه على أنها مخصصة للمسرح الفقير وكتبت «لتحويل» الظروف المسرحية السيئة «إلى ميزة».